# Croughton, Northamptonshire
Croughton är en ort och civil parish  i Storbritannien.   Den ligger i grevskapet Northamptonshire i riksdelen England, i den södra delen av landet, 90 km nordväst om huvudstaden London. Croughton ligger 117 meter över havet och antalet invånare är 998.
Terrängen runt Croughton är platt. Runt Croughton är det ganska tätbefolkat, med 230 invånare per kvadratkilometer. Närmaste större samhälle är Banbury, 11,9 km nordväst om Croughton. Trakten runt Croughton består till största delen av jordbruksmark.